# Liste der Wappen im Landkreis Rosenheim
Die Liste der Wappen im Landkreis Rosenheim zeigt die Wappen der Gemeinden im bayerischen Landkreis Rosenheim.

## Landkreis Rosenheim

Landkreis Rosenheim Unter Schildhaupt mit den bayerischen Rauten gespalten; vorne gespalten von Silber und Blau, belegt mit zwei Seeblättern an schräg gekreuzten Stängeln in verwechselten Farben, hinten in Silber ein golden gekrönter und golden bewehrter roter Löwe.
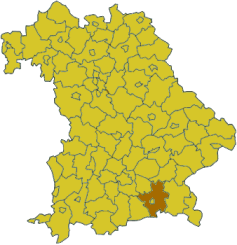
Lage des Landkreises Rosenheim in Bayern
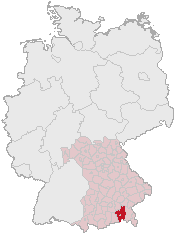
Lage des Landkreises Rosenheim in Deutschland
Landkreis Bad Aibling (–1972) Unter Schildhaupt mit den bayerischen Rauten in Rot schräg gekreuzt ein silbernes Schilfrohr mit goldenem Kolben und ein silberner Abtstab mit goldener Krümme und silbernem Schweißtuch; ihnen aufgelegt ein aufrechtes silbernes Schwert mit goldenem Griff.
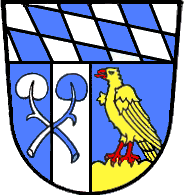
Landkreis Rosenheim (–1972) Unter Schildhaupt mit den bayerischen Rauten gespalten; vorne wieder gespalten von Blau und Silber, belegt mit zwei Seeblättern an schräg gekreuzten Stängeln in verwechselten Farben; hinten in Blau ein rot bewehrter goldener Falke auf goldenem Dreiberg.
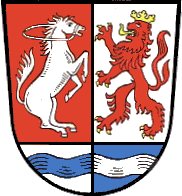
Landkreis Wasserburg a.Inn (–1972) Über von Silber und Blau gespaltenem Schildfuß, darin ein in verwechselten Farben gespaltener Wellenbalken, gespalten von Rot und Silber; vorne ein linkshin steigendes silbernes Pferd mit Zügel, hinten ein golden gekrönter, golden bewehrter roter Löwe.

## Wappen der Städte, Märkte und Gemeinden

Gemeinde Albaching Gespalten; vorne schräg geteilt von Silber und Blau, überdeckt von drei, zwei zu eins gestellten, goldenen Kugeln, denen ein aufrechter goldener Bischofsstab unterlegt ist; hinten geteilt, oben in Rot ein silbernes springendes Pferd mit Zaum, unten in Rot ein silberner Pfahl.
Gemeinde Amerang Geteilt von Silber und Blau; oben eine waagrechte rote Zange, unten ein silberner Balken, darin eine durchgehende schwarze Leiste.[1]
Gemeinde Aschau i.Chiemgau In Silber auf der mittleren Kuppe eines dreiteiligen blauen Felsenberges eine grüne Esche.
Gemeinde Babensham Gespalten von Silber und Blau, vorne ein schwarzer, rot bezungter Löwe mit einem roten Schwert in den Pranken, hinten ein herschauender silberner Löwe.
Stadt Bad Aibling In Rot auf grünem Boden der heilige Georg in blauer Rüstung auf silbernem Pferd, mit der goldenen Lanze den grünen Lindwurm durchbohrend.
Markt Bad Endorf In Gold der Rumpf eines rot bezungten schwarzen Bracken mit blauer Halskette, daran ein blaues Schloss.
Gemeinde Bad Feilnbach In Rot über einem durchgehenden silbernen Wellenbalken eine silberne Kirche mit einem runden Turm rechts und einem angebauten runden Eckturm links; auf den goldenen Dächern je ein goldenes Kreuz mit goldenem Knauf.
Gemeinde Bernau a.Chiemsee In Silber über einem mit zwei durchgehenden silbernen Wellenbalken belegten blauen Dreiberg schwebend eine grüne Hausmarke.
Gemeinde Brannenburg Durch drei abgeflachte Spitzen geteilt von Blau und Silber; oben nebeneinander schwebend drei senkrechte goldene Rauten, unten ein waagrechter, gestümmelter schwarzer Ast, aus dem drei rote Flammen schlagen.
Gemeinde Breitbrunn a.Chiemsee Über silbernem Schildfuß, darin ein gemauerter blauer Brunnen, in Rot eine doppeltürmige goldene Kirche in Vorderansicht.
Markt Bruckmühl In Rot eine silberne Brücke, darüber ein waagrechtes silbernes Bockshorn, darunter ein silberner Mühlstein.
Gemeinde Chiemsee Über goldenem Schildfuß, darin ein gekrümmter blauer Fisch, gespalten von Silber und Blau mit zwei Seeblättern an verschlungenen Stielen in verwechselten Farben.
Gemeinde Edling In Silber neben einer senkrecht stehenden blauen Raute ein an einer erhöhten blauen Schrägleiste hängendes grünes Seeblatt.
Gemeinde Eggstätt In Blau zwei schrägrechte silberne Sparren, links oben ein sechsstrahliger goldener Stern.
Gemeinde Eiselfing Geteilt; oben in Silber nebeneinander drei durchgehende blaue Rauten, unten gespalten von Gold und Blau, vorne ein wachsender schwarzer Bischofsstab, hinten ein wachsender auffliegender goldener Falke mit schwarzem Halsband.
Gemeinde Feldkirchen-Westerham Gespalten von Blau und Silber; vorne ein goldener Falke mit rotem Halsband, hinten ein schwarzer Sparren; unten ein gesenkter, durchgehender goldener Wellenbalken.
Gemeinde Flintsbach a.Inn In Rot ein goldbewehrter silberner Falke, sitzend auf einem aus dem Schildfuß wachsenden silbernen Zinnenturm.
Gemeinde Frasdorf Geteilt; oben dreimal gespalten von Blau und Silber, unten in Rot ein linksgewendeter silberner Drache.
Gemeinde Griesstätt Unter rotem Schildhaupt, darin ein mit einer schwarzen Leiste belegter silberner Balken, gespalten; vorne in Gold ein aus einer silbernen Krone wachsender, linksgewendeter, golden bewehrter schwarzer Adlerrumpf, hinten in Schwarz ein aufrechter silberner Schlüssel.
Gemeinde Großkarolinenfeld In Schwarz ein aus grünem, mit einem silbernen Querbach belegten Dreiberg aufwachsender, rot bewehrter goldener Löwe, begleitet rechts von einem silbernen Moorkolben, links von einer silbernen Getreideähre.
Gemeinde Gstadt a.Chiemsee Geteilt von Silber und Blau; oben zwei schräg gekreuzte schwarze Ruder, unten zwei silberne Seeblätter mit verschlungenen Stielen.
Gemeinde Halfing Gespalten von Rot und Silber; vorne ein silberner, mit einem schwarzen Faden belegter Balken, hinten auf schwarzem Dreiberg ein rotes Seerosenblatt an rotem Stiel.
Gemeinde Höslwang Schräglinks geteilt von Silber und Grün; oben aus der Teilungslinie wachsend ein grünes Haselnussblatt, am Stiel mit zwei Früchten; unten drei, eins zu zwei gestellte, goldene Kugeln.
Gemeinde Kiefersfelden In Silber auf grünem Boden eine grüne Kiefer, deren Stamm mit einem gesenkten, durchgehenden blauen Wellenbalken unterlegt ist.
Stadt Kolbermoor In Silber aus einem von zwei schmalen silbernen Wellenbalken durchzogenen schwarzen Boden wachsend drei grün beblätterte grüne Schilfrohre mit schwarzen Kolben.
Markt Neubeuern In Rot zwei schräg gekreuzte silberne Schifferhaken mit goldenen Stangen.
Gemeinde Nußdorf a.Inn In Schwarz über blauen Wellen ein schräglinks absteigender silberner Mauergiebel.
Gemeinde Oberaudorf In Blau auf goldenem Dreiberg stehend ein flugbereiter, rot bewehrter goldener Falke mit rotem Halsband.
Gemeinde Pfaffing Gespalten; vorne in Silber drei senkrecht stehende, durchgehende blaue Rauten, hinten geteilt von Schwarz und Silber mit einem Löwen in verwechselten Farben.
Markt Prien a.Chiemsee In Blau eine eingeschweifte goldene Spitze, darin ein unterhalbes zerbrochenes blaues Rad; vorne ein linksgewendeter, rot bewehrter goldener Falke, hinten zwei wachsende, schräg gekreuzte goldene Abtstäbe mit abgewendeten Krümmen.
Gemeinde Prutting In Rot eine silberne zweitürmige Kirche mit goldenem Dach in Schrägansicht, darüber gekreuzt ein silberner Schlüssel und ein silberner Palmzweig, im Schildfuß silberne Wellen.
Gemeinde Ramerberg Durch eine eingeschweifte schwarze Spitze, darin ein goldener Kessel auf roten Flammen, gespalten; vorne in Silber drei durchgehende senkrechte blaue Rauten, hinten ein roter Steinbockrumpf.
Gemeinde Raubling Gespalten von Blau und Rot; vorne am Spalt ein halber flugbereiter goldener Falke auf silbernem Berg; hinten ein freistehender silberner Laugenturm.
Gemeinde Riedering In Rot ein von Silber und Schwarz gestückter Sparren, darunter ein goldenes Tatzenkreuz über silbernen Wellen.
Gemeinde Rimsting In Grün über einem gesenkten goldenen Wellenbalken drei, eins zu zwei gestellte, goldene Kugeln.
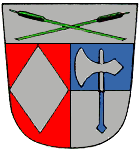
Gemeinde Rohrdorf Unter silbernem Schildhaupt, darin zwei schräg gekreuzte grüne Rohrstängel mit schwarzen Kolben, gespalten; vorne in Rot eine silberne Raute; hinten geteilt von Blau und Silber, belegt mit einem Kriegsbeil in verwechselten Farben.
Gemeinde Rott a.Inn In Rot über grünem Dreiberg zwei mit blauen Spitzhelmen bekrönte und unten verbundene silberne Türme, denen ein silberner Querfluss unterlegt ist.
Gemeinde Samerberg Unter blauem Schildhaupt, darin nebeneinander vier senkrecht stehende silberne Rauten, in Gold ein schwarzes Hufeisen über grünem Dreiberg.
Gemeinde Schechen Unter silbernem Schildhaupt, darin nebeneinander drei grüne Lindenblätter, gespalten; vorne im Eisenhutschnitt wieder gespalten von Rot und Gold, hinten in Blau ein silberner römischer Meilenstein.
Gemeinde Schonstett In Rot ein links hervorbrechender, golden bekleideter Arm, einen mit dem Kopf nach unten schräglinks gestellten silbernen Fisch haltend, aus dessen Maul ein goldener Ring mit einem grünen Stein herabhängt.
Gemeinde Söchtenau Gespalten von Schwarz und Gold; vorne ein senkrecht stehender silberner Schlüssel, hinten ein aufgerichteter grüner Drache.
Gemeinde Soyen Gespalten von Silber und Rot; vorne schräg gekreuzt zwei rote Schlüssel, hinten ein silberner Schrägbalken.
Gemeinde Stephanskirchen Geteilt von Grün und Silber; oben der wachsende heilige Stephan in silberner Kleidung mit goldenem Nimbus, in der Linken ein rotes Messbuch mit drei goldenen Steinen haltend; unten ein grüner Nachen (sogenannte Mutze).
Gemeinde Tuntenhausen In Grün die zweitürmige silberne Fassade der Wallfahrtskirche Tuntenhausen, rechts oben eine silberne Osterfahne mit durchgehendem rotem Kreuz, links oben ein goldener Tannenbaum.
Gemeinde Vogtareuth Gespalten von Rot und Silber, überdeckt mit einem gesenkten, von Silber und Blau gespaltenen Wellenbalken; vorne ein aufrechter silberner Schlüssel, hinten ein aufrechter roter Palmzweig.
Stadt Wasserburg a.Inn In Silber ein golden gekrönter und bewehrter roter Löwe.

## Ehemalige Gemeinden mit eigenem Wappen

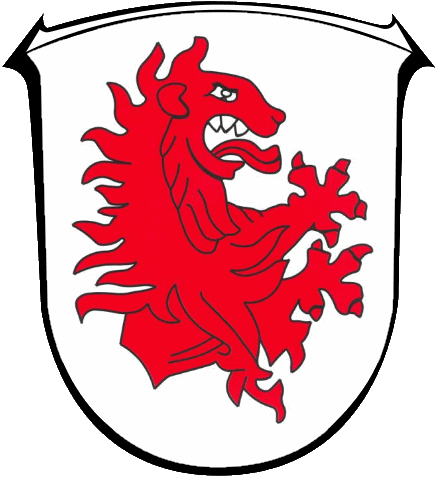
Gemeinde Altenbeuern
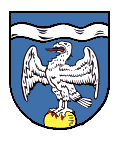
Gemeinde Degerndorf am Inn
[3]
Gemeinde Eggstätt In Grün vier silberne Wellenleisten.[4]
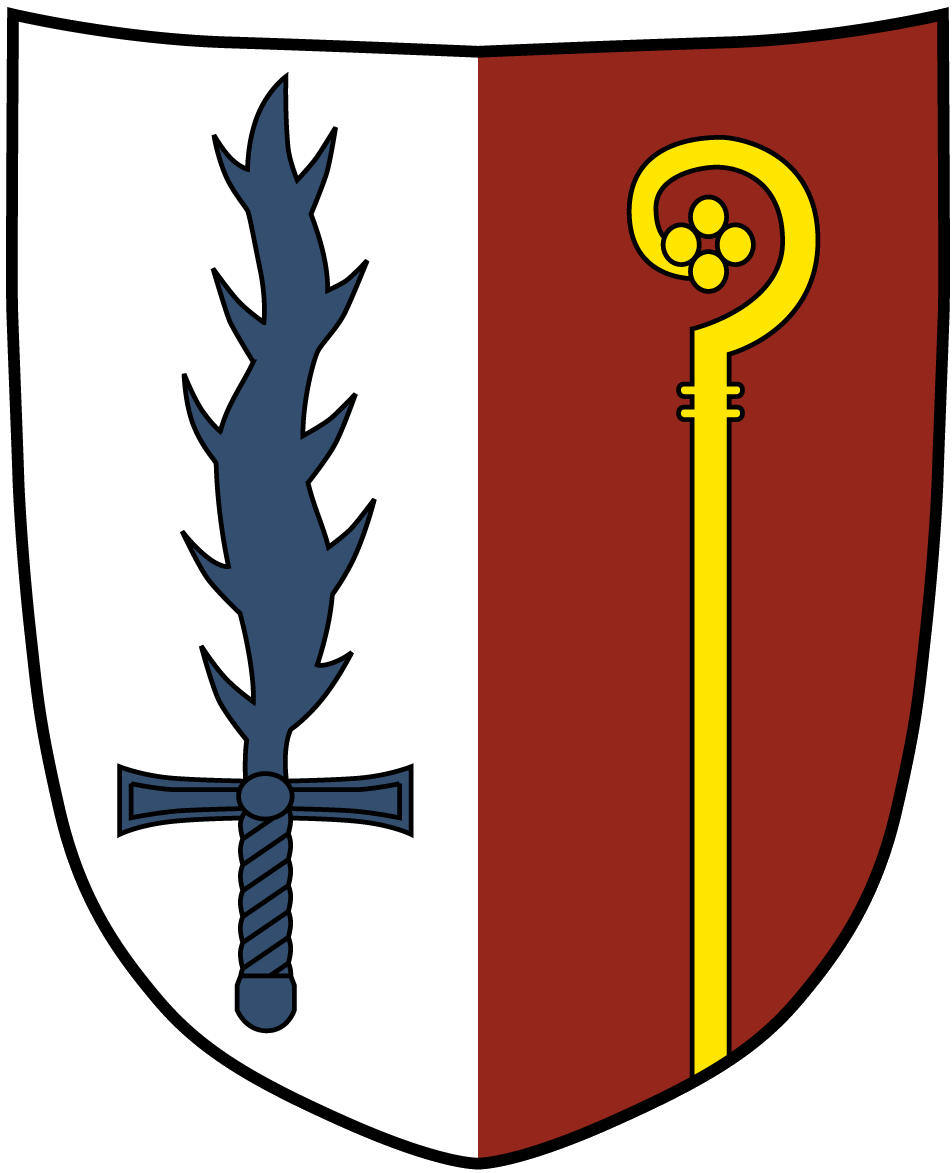
Gemeinde Götting
Gemeinde Greimharting
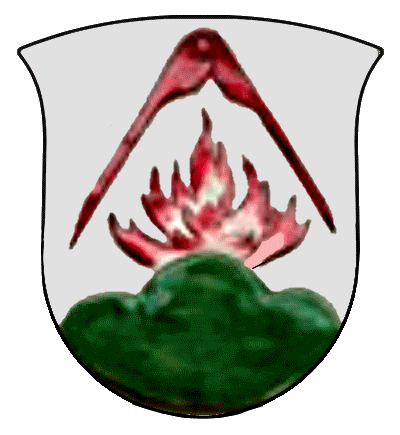
Gemeinde Großbrannenberg
Gemeinde Großholzhausen
Gemeinde Hittenkirchen
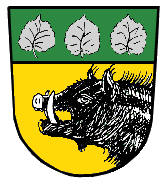
Gemeinde Hochstätt
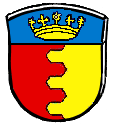
Gemeinde Marienberg
Gemeinde Niederaschau
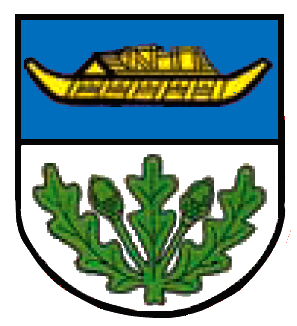
Gemeinde Pfraundorf
Gemeinde Reischenhart
Gemeinde Sachrang
Gemeinde Umrathshausen Über goldenem Dreiberg gespalten; vorne in Rot ein goldener Kelch, hinten in Silber eine schwebende senkrechte rote Raute.
Gemeinde Wildenwart In Gold eine blaue geschweifte, aufsteigende Spitze, darin ein goldenes Schurfeisen.
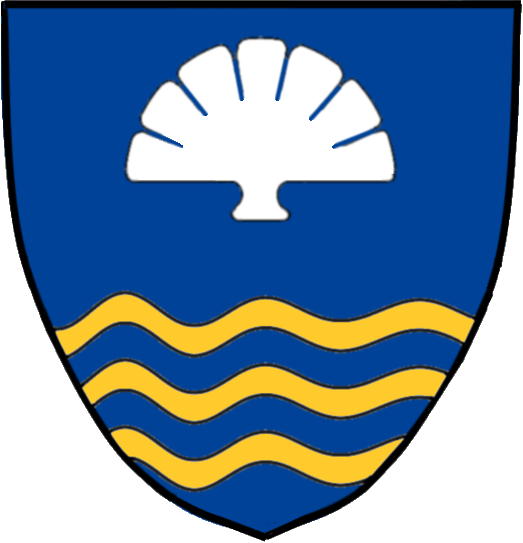
Gemeinde Willing In Blau über drei goldenen Wellenleisten eine silberne Pilgermuschel.